# The Lizzie McGuire Movie (colonna sonora)
The Lizzie McGuire Movie è la colonna sonora del film  Lizzie McGuire - Da liceale a popstar, pubblicata il 22 aprile 2003.
Dall'album è stato estratto il singolo Why Not.

## Tracce
1. Hilary Duff – Why Not – 2:59
2. Atomic Kitten – The Tide Is High – 3:22
3. Cooper Kids – All Around the World – 4:12
4. Yani Gellman e Haylie Duff (come Paolo e Isabella) – What Dreams Are Made Of – 1:44
5. Jump5 – Shining Star – 3:17
6. Vitamin C – Volare – 3:00
7. LMNT – Open Your Eyes (to Love) – 2:29
8. The Beu Sisters – You Make Me Feel like a Star (Lizzie mix) – 3:05
9. Taylor Dayne – Supermodel – 3:45
10. Hilary Duff – What Dreams Are Made Of – 4:02
11. Dean Martin – On an Evening in Roma – 2:25
12. Haylie Duff – Girl in the Band – 3:01
13. Cliff Eidelman – Orchestral Suite from The Lizzie McGuire Movie – 7:31
14. Hilary Duff – Why Not (McMix) – 2:52

## Classifiche

### Classifiche settimanali
| Classifiche (2003) | Posizione massima |
| ------------------ | ----------------- |
| Australia          | 6                 |
| Canada             | 8                 |
| Stati Uniti        | 6                 |

### Classifiche di fine anno
| Classifica (2003) | Posizione |
| ----------------- | --------- |
| Australia         | 81        |
| Stati Uniti       | 44        |
| Classifica (2004) | Posizione |
| Stati Uniti       | 199       |